# Gaetano Giallanza
Gaetano Giallanza (ur. 6 czerwca 1974 w Dornach) – szwajcarski piłkarz pochodzenia włoskiego, grający na pozycji napastnika.

## Kariera
Giallanza w wieku 15 lat zagrał w meczu międzynarodowym.
Profesjonalną karierę rozpoczął w 1992 roku w FC Basel. Po jednym sezonie przeszedł do Servette FC, gdzie grał do sezonu 1993/94. W latach 1994–1995 był zawodnikiem BSC Young Boys, a w sezonie 1995/96 grał w FC Sion. Przed sezonem 1996/97 wrócił do FC Basel. W 1997 roku został sprzedany do grającego w Ligue 1 FC Nantes. Jednak w Nantes nie był podstawowym zawodnikiem i w połowie sezonu został wypożyczony do Bolton Wanderers, klubu Premier League. Po zakończeniu sezonu przeniósł się do Szwajcarii, gdzie był zawodnikiem FC Lugano.
W 2000 roku na mocy umowy z Norwich City wrócił do Anglii, gdzie grał do końca sezonu 2000/01. Następnie przez dwa lata był wolnym zawodnikiem. Testowały go takie kluby jak FC Basel czy Brighton & Hove Albion. Latem 2003 roku Giallanza podpisał kontrakt z BSC Young Boys, gdzie grał z numerem 27. W 2004 roku przeszedł do FC Aarau, którego to klubu był zawodnikiem przez dwa lata. W 2006 roku został piłkarzem Darlington F.C., grającego w Football League Two. Grał tam przez jeden sezon. W 2007 roku zakończył karierę.
Obecnie pracuje jako agent piłkarski.

## Sukcesy
- 1993/94: Mistrzostwo Szwajcarii (Servette FC)
- 1995/96: Puchar Szwajcarii (FC Sion)